# Serghei Dadu
Serghei Dadu, ros. Сергей Даду, Siergiej Dadu (ur. 23 stycznia 1981 w Kiszyniowie, Mołdawska SRR) – mołdawski piłkarz, grający na pozycji napastnika, reprezentant Mołdawii.

## Kariera piłkarska

### Kariera klubowa
W 1999 rozpoczął karierę zawodniczą w Szeriff Tyraspol, skąd był wypożyczony do Haiducul Sporting Hîncești, Constructorulu Kiszyniów i Ałanii Władykaukaz. Latem 2004 podpisał 4-letni kontrakt z CSKA Moskwa. Nie przebił się jednak do pierwszej jedenastki i był wypożyczony do Ałanii Władykaukaz do końca sezonu 2005. W 2006 bronił barw rosyjskiego klubu Tom Tomsk, skąd powrócił do Szeriffu Tyraspol. W 2007 przeszedł do duńskiego klubu FC Midtjylland, skąd po raz trzeci został wypożyczony do Ałanii Władykaukaz. W 2009 Ałanija Władykaukaz wykupiła jego kontrakt.

### Kariera reprezentacyjna
W 2002 zadebiutował w reprezentacji Mołdawii. Wcześniej występował w młodzieżowej reprezentacji.